# 中国国家男子少年篮球队
中国国家男子少年篮球队（又称中国国少队、国少队），代表中华人民共和国的一支少年篮球队。主要参加亚洲U16青年篮球锦标赛（2009年起举办）、U17世界青年籃球錦標賽（2010年起举办），以及其他一些对手同为少年国家篮球队的篮球邀请赛。球队由中国篮球协会主管。

## 世界少年锦标赛成绩
| 年份   | 举办地 | 排名 | 場數 | 勝 | 負 |
| ------ | ------ | ---- | ---- | -- | -- |
| 2010年 | 汉堡   | 7名  | 8    | 4  | 4  |
| 2012年 | 考那斯 | 7名  | 8    | 4  | 4  |
| 2014年 | 迪拜   | 7名  | 7    | 3  | 4  |

## 亚洲少年锦标赛成绩
| 年份   | 举办地 | 排名 | 場數 | 勝 | 負 |
| ------ | ------ | ---- | ---- | -- | -- |
| 2009年 | 新山   | 1名  | 8    | 8  | 0  |
| 2011年 | 芽莊   | 1名  | 9    | 9  | 0  |
| 2013年 | 德黑蘭 | 1名  | 9    | 9  | 0  |

## 其它国际赛事
2011年，中国国少队首次参加土耳其电信国际青年男篮邀请赛（土耳其电信U16国际男子篮球邀请赛），国少队7战全胜，决赛67:66战胜东道主土耳其夺冠，周琦成了本届比赛最闪耀的新星。
2013年，中国队再次参加土耳其电信国际青年男篮邀请赛，但小组赛1胜4负未能出线，最终3胜5负仅获第10名。